# Tour der neuseeländischen Rugby-Union-Nationalmannschaft nach Australien 1929
| Tour der All Blacks nach Australien 1929 | Tour der All Blacks nach Australien 1929 | Tour der All Blacks nach Australien 1929 | Tour der All Blacks nach Australien 1929 | Tour der All Blacks nach Australien 1929 |
| Übersicht                                | S                                        | G                                        | U                                        | N                                        |
| ---------------------------------------- | ---------------------------------------- | ---------------------------------------- | ---------------------------------------- | ---------------------------------------- |
| Test Matches                             | 03                                       | 0                                        | 0                                        | 3                                        |
| Sonstige Spiele                          | 07                                       | 6                                        | 1                                        | 0                                        |
| Gesamt                                   | 10                                       | 6                                        | 1                                        | 3                                        |
|                                          |                                          |                                          |                                          |                                          |
| Australien                               | 03                                       | 0                                        | 0                                        | 3                                        |

Die Tour der neuseeländischen Rugby-Union-Nationalmannschaft nach Australien 1929 umfasste eine Reihe von Freundschaftsspielen der All Blacks, der Nationalmannschaft Neuseelands in der Sportart Rugby Union. Das Team reiste im Juni und Juli 1929 durch Australien, wobei es zehn Spiele bestritt. Dazu gehörten drei Test Matches gegen die Wallabies. 
Erstmals seit 1914 stellte Australien wieder eine offizielle Nationalmannschaft. Nach dem Ersten Weltkrieg war der Rugby-Union-Spielbetrieb zunächst nur in New South Wales wieder aufgenommen worden. Der zwischenzeitlich aufgelöste Verband in Queensland entstand 1928 wieder. Dies löste eine Aufbruchstimmung aus, die in drei Siegen der Wallabies über die All Blacks gipfelte.

## Spielplan
- Hintergrundfarbe grün = Sieg
- Hintergrundfarbe gelb = Unentschieden
- Hintergrundfarbe rot = Niederlage

(Test Matches sind grau unterlegt; Ergebnisse aus der Sicht Neuseelands)
| #  | Datum         | Gegner                   | Ort       | Stadion                 | Ergebnis |
| -- | ------------- | ------------------------ | --------- | ----------------------- | -------- |
| 01 | 29. Juni 1929 | New South Wales Waratahs | Sydney    | Sydney Cricket Ground   | 0:0      |
| 02 | 03. Juli 1929 | City of Newcastle        | Newcastle | Newcastle Sports Ground | 35:6     |
| 03 | 06. Juli 1929 | Australien               | Sydney    | Sydney Cricket Ground   | 8:9      |
| 04 | 10. Juli 1929 | New South Wales Waratahs | Sydney    | Sydney Sports Ground    | 22:9     |
| 05 | 13. Juli 1929 | Australia XV             | Melbourne | Exhibition Oval         | 25:4     |
| 06 | 17. Juli 1929 | New South Wales Country  | Armidale  | Armidale Showground     | 27:8     |
| 07 | 20. Juli 1929 | Australien               | Brisbane  | Exhibition Ground       | 9:17     |
| 08 | 24. Juli 1929 | Queensland Reds          | Brisbane  | Exhibition Ground       | 27:0     |
| 09 | 27. Juli 1929 | Australien               | Sydney    | Sydney Cricket Ground   | 13:15    |
| 10 | 31. Juli 1929 | New South Wales 2nd XV   | Sydney    | Sydney Cricket Ground   | 20:12    |

## Test Matches
| 6. Juli 1929 | Australien                               | 9 : 8         | Neuseeland                                            | Sydney Cricket Ground, Sydney Zuschauer: 38.111 Schiedsrichter: Arthur Mayne (Australien) |
| 6. Juli 1929 | Versuche: Gordon Straftritte: Lawton (2) | (6:8) Bericht | Versuche: Oliver Erhöhungen: Nepia Straftritte: Nepia | Sydney Cricket Ground, Sydney Zuschauer: 38.111 Schiedsrichter: Arthur Mayne (Australien) |

Aufstellungen:
- Australien: Edward Bonis, Wylie Breckenridge, Bill Cerutti, Arthur Finlay, Eric Ford, Jack Ford, Campbell Gordon, Harry Hamalainen, Sydney King, Tom Lawton , Sydney Malcolm, Leonard Palfreyman, Alec Ross, Edward Thompson, Cyril Towers 
 Auswechselspieler: Alan Thorpe
- Neuseeland: Sydney Carleton, Anthony Cottrell, Herbert Geddes, Wiremu Heke, Llewellyn Hook, Herbert Lilburne , Reuben McWilliams, George Nepia, Charles Oliver, Keith Reid, Walter Reside, Eric Snow, Charles Sonntag, Jack Tuck, Alfred Waterman 
 Auswechselspieler: Clinton Stringfellow

| 20. Juli 1929 | Australien                                                                | 17 : 9        | Neuseeland                                   | Exhibition Ground, Brisbane Zuschauer: 20.000 Schiedsrichter: Roy Cooney (Australien) |
| 20. Juli 1929 | Versuche: Crossman Ford McGhie Erhöhungen: Lawton Straftritte: Lawton (2) | (3:3) Bericht | Versuche: Grenside Porter Straftritte: Cundy | Exhibition Ground, Brisbane Zuschauer: 20.000 Schiedsrichter: Roy Cooney (Australien) |

Aufstellungen:
- Australien: Edward Bonis, Wylie Breckenridge, Bill Cerutti, Owen Crossman, Arthur Finlay, Jack Ford, Harry Hamalainen, Sydney King, Tom Lawton , Robert Loudon, Sydney Malcolm, Gordon McGhie, Gordon Sturtridge, Edward Thompson, Robert Westfield
- Neuseeland: Sydney Carleton, Anthony Cottrell, Bertram Grenside, Wiremu Heke, Llewellyn Hook, Alfred Kivell, Herbert Lilburne, Reuben McWilliams, Charles Oliver, Bertram Palmer, Clifford Porter , Eric Snow, Charles Sonntag, Jack Tuck, Alfred Waterman 
 Auswechselspieler: Rawi Cundy

| 27. Juli 1929 | Australien                                         | 15 : 13        | Neuseeland                                                          | Sydney Cricket Ground, Sydney Zuschauer: 29.000 Schiedsrichter: Arthur Mayne (Australien) |
| 27. Juli 1929 | Versuche: Ford King Straftritte: Lawton (2) Towers | (9:13) Bericht | Versuche: Grenside McWilliams Stringfellow Erhöhungen: Lilburne (2) | Sydney Cricket Ground, Sydney Zuschauer: 29.000 Schiedsrichter: Arthur Mayne (Australien) |

Aufstellungen:
- Australien: Edward Bonis, Wylie Breckenridge, Bill Cerutti, Arthur Finlay, Eric Ford, Jack Ford, Harry Hamalainen, Walter Ives, Sydney King, Sydney Malcolm, Gordon McGhie, Tom Lawton , Edward Thompson, Cyril Towers, Robert Westfield 
 Auswechselspieler: Geoffrey Storey
- Neuseeland: Sydney Carleton, Anthony Cottrell, Bertram Grenside, Wiremu Heke, Llewellyn Hook, Alfred Kivell, Eric Leys, Herbert Lilburne, Reuben McWilliams, Clifford Porter , Keith Reid, Eric Snow, Charles Sonntag, Clinton Stringfellow, Jack Tuck